# Synthetische Geometrie
Synthetische Geometrie ist der Zweig der Geometrie, der von geometrischen Axiomen und Theoremen ausgeht und häufig synthetische Betrachtungen bzw. Konstruktionsmethoden benutzt – im Unterschied zur analytischen Geometrie, in der algebraische Strukturen wie Körper und Vektorräume bereits zur Definition von geometrischen Strukturen verwendet werden.
Die moderne synthetische Geometrie geht von axiomatisch formulierten „geometrischen“ Grundsätzen aus, die die geometrischen Objekte, Punkte, Geraden, Ebenen usw. implizit durch ihre Beziehungen zueinander definieren, und untersucht die logischen Abhängigkeiten zwischen unterschiedlich formulierten Axiomensystemen. Dabei werden die geometrischen Axiome meistens durch algebraische Strukturen (Koordinatenmengen im weitesten Sinne oder strukturerhaltende Abbildungen, wie Kollineationen) modelliert und damit in die moderne Mathematik eingegliedert, die auf der Mengenlehre beruht und aus dem Anschauungsraum geschöpfte Evidenzargumente, wie sie für Euklid noch selbstverständlich waren, aus Beweisen ausschließt.

## Geschichte
Die Geometrie des Euklid war im Wesentlichen synthetisch, auch wenn sich nicht alle seine Werke der reinen Geometrie widmeten. Sein Hauptwerk „Elemente“ baut die gesamte Mathematik auf geometrischen Grundlagen auf. Auch Zahlen werden zunächst als Verhältnisse von Längen etabliert und ihre Beziehungen geometrisch begründet.
Der umgekehrte Ansatz der analytischen Geometrie, in der geometrische Objekte erst durch Zahlen und Gleichungen – Koordinaten – und später durch allgemeinere algebraische Strukturen definiert werden, ist im 17. Jahrhundert durch die Rezeption der Werke von René Descartes in der Mathematik vorherrschend geworden – vermutlich gehen die wesentlichen Ideen dazu auf andere Wissenschaftler zurück, siehe dazu den Abschnitt zur Mathematik bei Descartes. Der analytische Ansatz hat danach Verallgemeinerungen der euklidischen Geometrie angestoßen und vielleicht erst ermöglicht.
Die in der Einleitung beschriebene moderne synthetische Geometrie nach Descartes beschäftigte sich intensiv mit der Frage nach den logischen Voraussetzungen und Folgerungen des Parallelenaxioms. Dies führte zu nichteuklidischen Geometrien, zur elliptischen und hyperbolischen Geometrie und zu gemeinsamen Verallgemeinerungen in der absoluten Geometrie.
Einen Höhepunkt erreichte die moderne synthetische Geometrie im 19. Jahrhundert u. a. mit den Beiträgen von Jakob Steiner zur projektiven Geometrie.

## Geometrische Axiome
Da die synthetische Geometrie die axiomatischen Voraussetzungen für „Geometrie“ in einem sehr allgemeinen Sinn auslotet, gibt es hier eine Vielzahl von Axiomen, die nach unterschiedlichen Gesichtspunkten klassifiziert werden können.
- Hilberts Axiomensystem der euklidischen Geometrie hat 5 Gruppen von Axiomen, mit denen die Voraussetzungen für Sätze der „klassischen“ Geometrie (in der reellen Ebene und im dreidimensionalen reellen Raum) untersucht werden können.
  - Meistens werden zunächst „Inzidenzaxiome“ vorausgesetzt, deren Gruppe (Gruppe I) auch bei Hilbert und Euklid grundlegend ist. Auf der Grundlage der Inzidenzgeometrie kann man sowohl absolute als auch projektive und affine Geometrien aufbauen. Im affinen Fall werden häufig affine Ebenen, im projektiven projektive Ebenen untersucht. Die affinen und projektiven Geometrien stehen auch beim weiteren Aufbau der Geometrien durch projektive Erweiterung einer affinen bzw. Schlitzen einer projektiven Ebene in vielfältiger Beziehung.
  - Die Gruppe II der Hilbertschen Axiome, die Axiome der Anordnung, führen in gewissen affinen Ebenen zur Einführung von Zwischenbeziehungen für Punkte auf einer Geraden und zu Seiteneinteilungen und Halbebenen, die durch Seiteneinteilungsfunktionen definiert sind. Eine schwache Seiteneinteilung ist in einer pappusschen Ebene genau dann möglich, wenn deren Koordinatenkörper einen nichttrivialen quadratischen Charakter erlaubt, eine starke Anordnung genau dann, wenn der Koordinatenkörper eine Körperanordnung zulässt.
  - Die Gruppe III, die Axiome der Kongruenz, werden in der neueren Literatur als Eigenschaften von Untergruppen in der Gruppe der Kollineationen einer affinen Ebene behandelt und daher nicht mehr in der klassischen Form zugrunde gelegt. Stattdessen kann auch eine Orthogonalitätsrelation eingeführt und untersucht werden.
  - Das Parallelenaxiom, das bei Hilbert eine eigene Gruppe IV bildet, wird in der neueren Literatur zu den Inzidenzaxiomen gerechnet. In der absoluten Geometrie entfällt es ganz, in der projektiven Geometrie wird es durch Inzidenzaxiome ersetzt, die seine Gültigkeit ausschließen.
  - Die Axiome der Stetigkeit (Gruppe V bei Hilbert) werden in der neueren Literatur zur synthetischen Geometrie durch die schwächeren Axiome einer euklidischen Ebene ersetzt, in der die Möglichkeiten der klassischen Konstruktionen mit Zirkel und Lineal untersucht werden können.
- Schließungssätze der euklidischen Geometrie sind Axiome in der synthetischen Geometrie: Der Satz von Desargues und seine Spezialfälle und der Satz von Pappos entsprechen umkehrbar eindeutig unterschiedlichen Verallgemeinerungen des üblichen Koordinatenbegriffs für affine und auch für projektive Ebenen. Für einen Überblick siehe den Artikel über Ternärkörper, eine Begrifflichkeit der Geometrischen Algebra, die bestimmte Klassen von affinen und projektiven Geometrien hinreichend algebraisieren kann. Für eine vollständige isomorphe algebraische Beschreibung von Modellklassen synthetischer Geometrien einschließlich der genannten Schließungssätze sei auf den Hauptartikel Geometrische Relationenalgebra verwiesen.
- Der Satz von Desargues kann in mindestens dreidimensionalen Räumen aus sehr schwachen Inzidenzaxiomen sowohl für affine als auch für projektive Räume bewiesen werden. Das ist einer der Gründe, aus denen die synthetische Geometrie besonders ebene Strukturen untersucht (siehe dazu auch Axiom von Veblen-Young).

## Rechnergestützte synthetische Geometrie
Obwohl die Beschäftigung mit Problemen der analytischen Geometrie der Schwerpunkt insbesondere der computer-gestützten algorithmischen Geometrie ist, wird in diesem Rahmen auch synthetische Geometrie (computational synthetic geometry) betrieben. Dabei wird zum Beispiel untersucht, zu welchen Ordnungen (Anzahl der Elemente einer Geraden) endliche Inzidenzebenen existieren können (siehe dazu Blockplan).